# Tetracera
Tetracera är ett släkte av tvåhjärtbladiga växter. Tetracera ingår i familjen Dilleniaceae.

## Bildgalleri

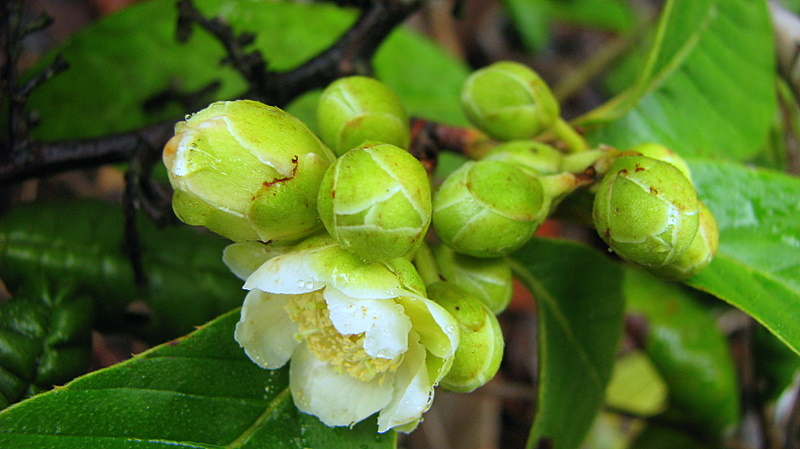
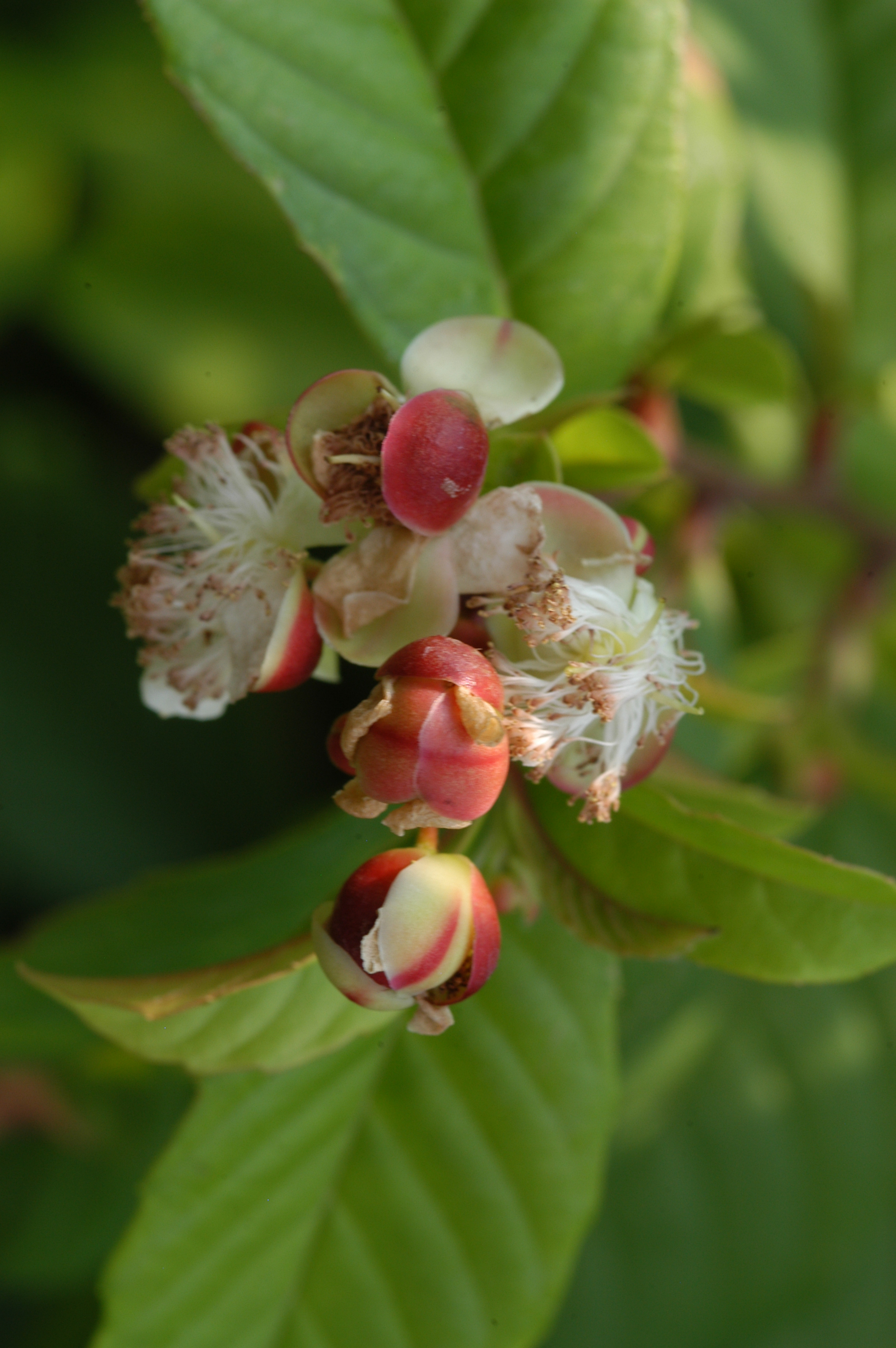
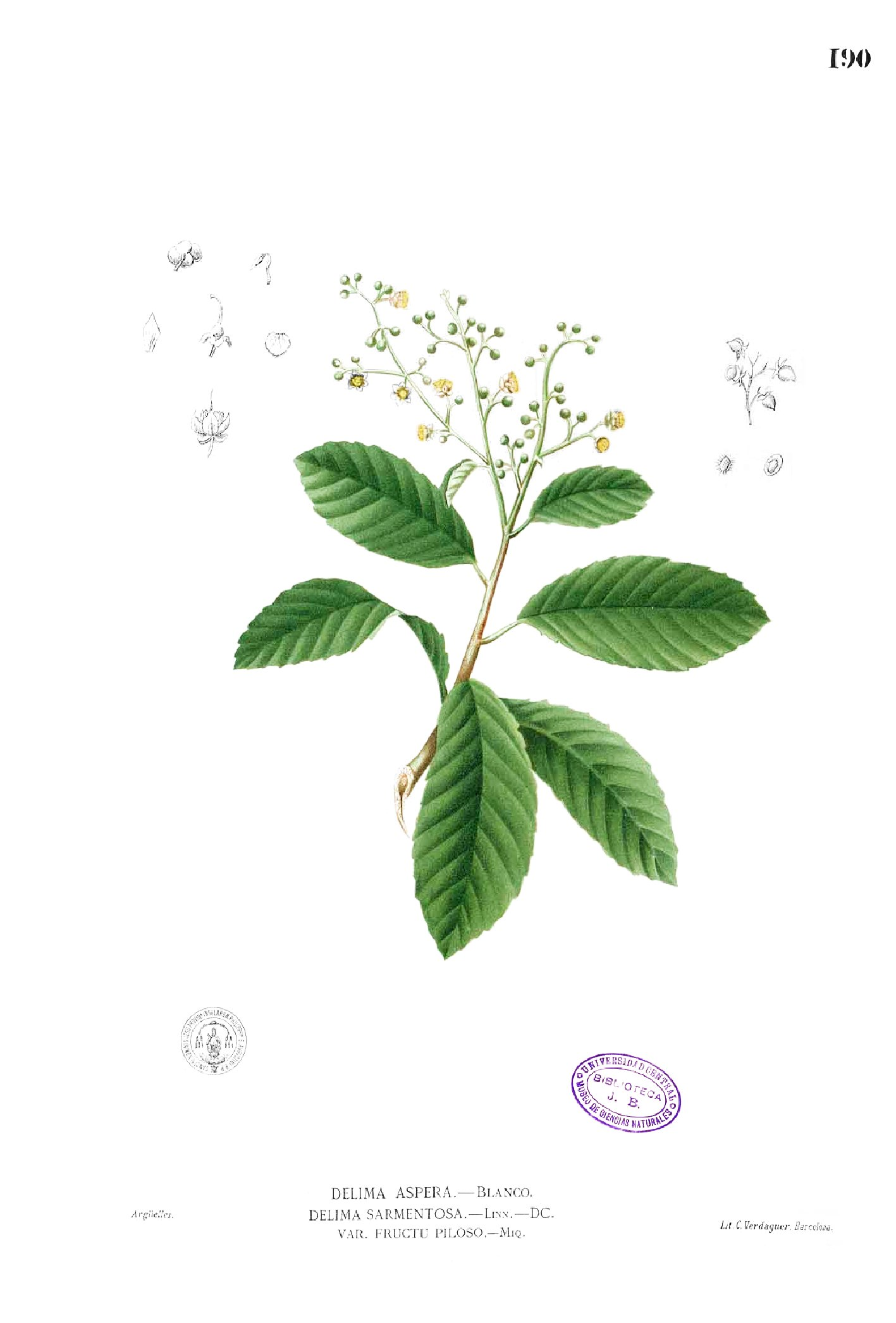
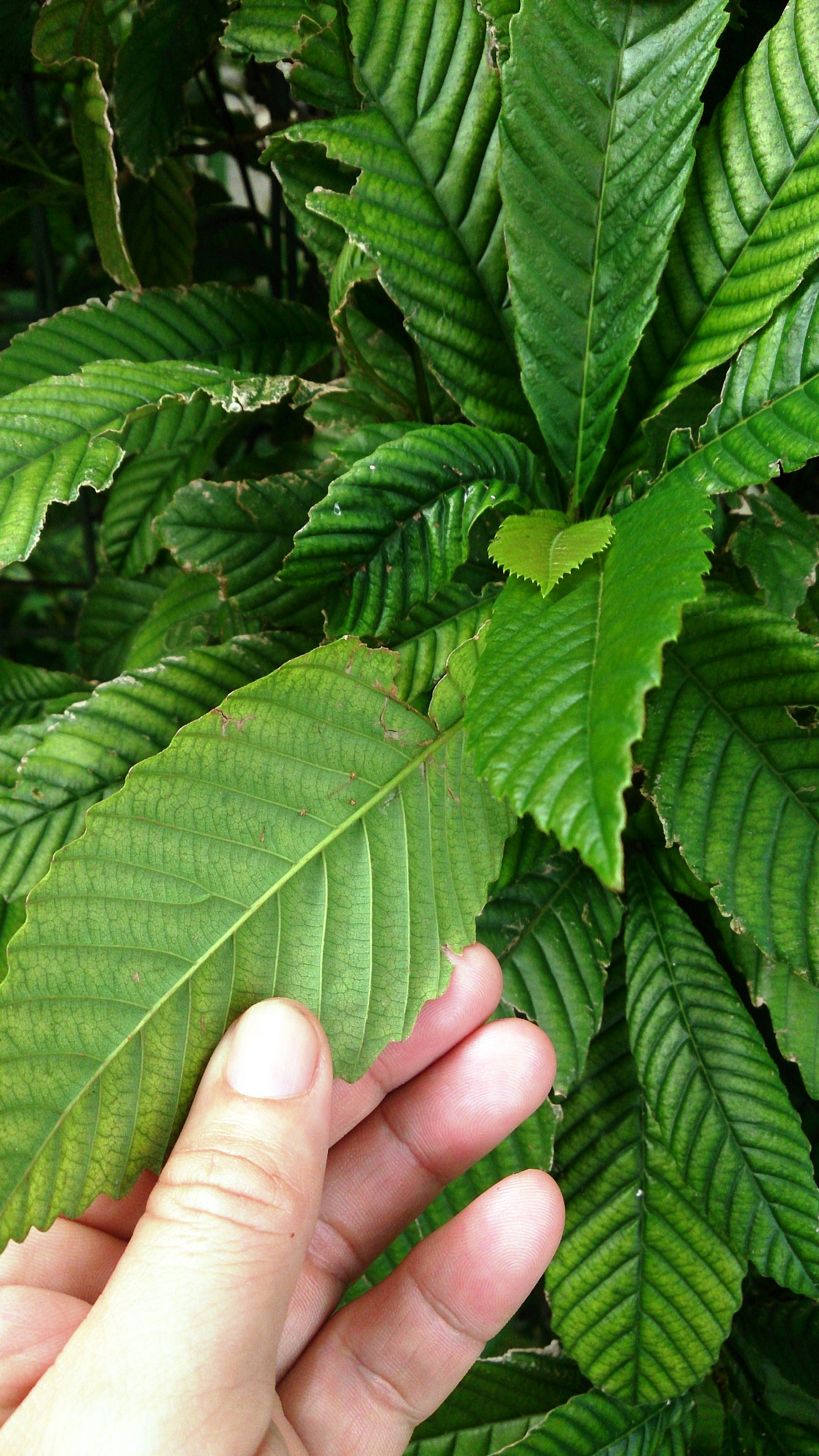
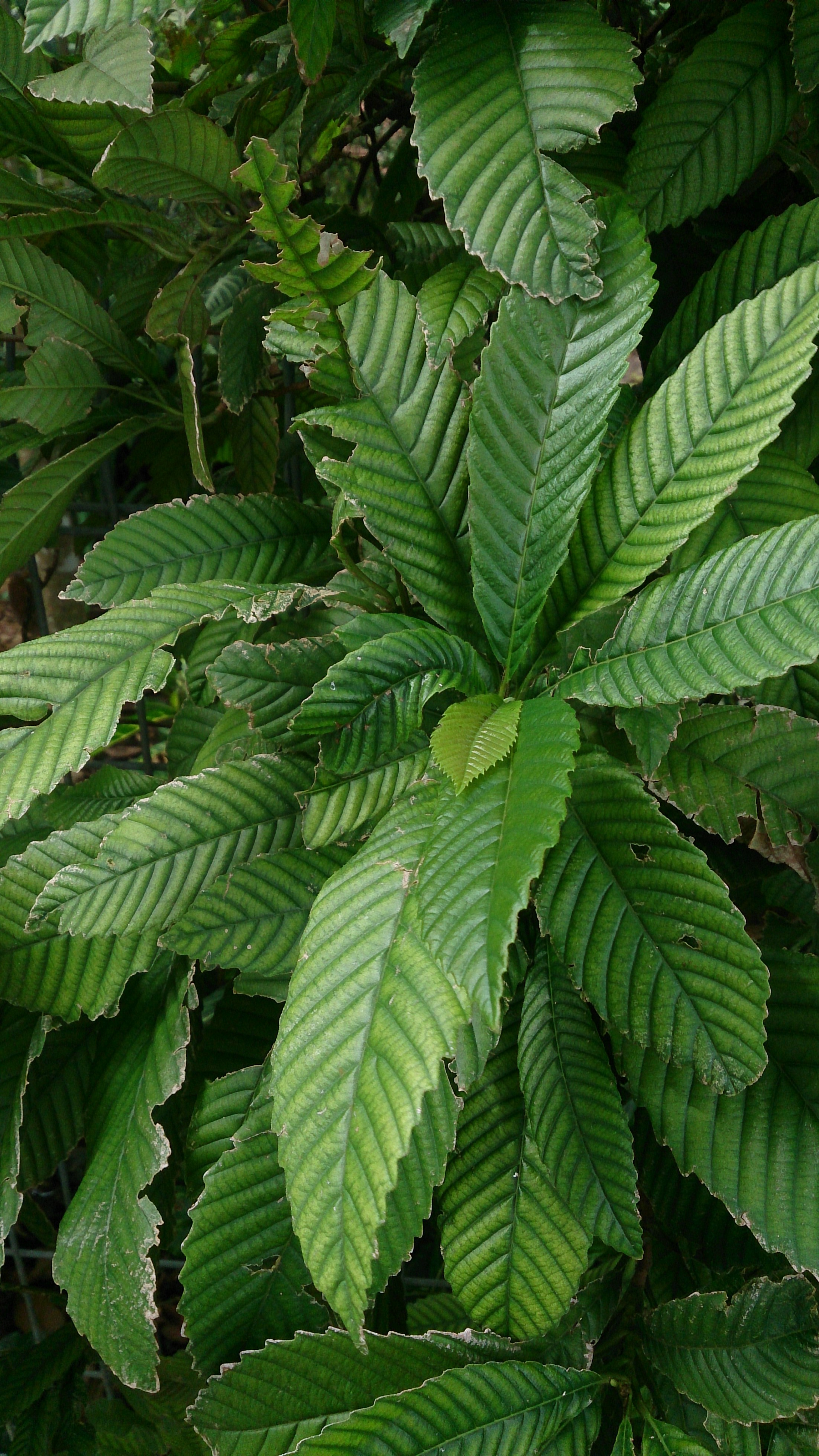

## Dottertaxa tillTetracera, i alfabetisk ordning[1]
- Tetracera affinis
- Tetracera akara
- Tetracera alnifolia
- Tetracera amazonica
- Tetracera arborescens
- Tetracera asiatica
- Tetracera asperula
- Tetracera boiviniana
- Tetracera boomii
- Tetracera breyniana
- Tetracera costata
- Tetracera daemeliana
- Tetracera edentata
- Tetracera empedoclea
- Tetracera eriantha
- Tetracera fagifolia
- Tetracera forzzae
- Tetracera glaberrima
- Tetracera hydrophila
- Tetracera indica
- Tetracera kampotensis
- Tetracera korthalsii
- Tetracera lanuginosa
- Tetracera lasiocarpa
- Tetracera litoralis
- Tetracera loureiri
- Tetracera macphersonii
- Tetracera macrophylla
- Tetracera madagascariensis
- Tetracera maguirei
- Tetracera maingayi
- Tetracera masuiana
- Tetracera nordtiana
- Tetracera oblongata
- Tetracera parviflora
- Tetracera perriniana
- Tetracera poggei
- Tetracera portobellensis
- Tetracera potatoria
- Tetracera rosiflora
- Tetracera rutenbergii
- Tetracera sarmentosa
- Tetracera sellowiana
- Tetracera stuhlmanniana
- Tetracera surinamensis
- Tetracera tigarea
- Tetracera willdenowiana
- Tetracera volubilis
- Tetracera xui